# 小行星1637
小行星1637（1637 Swings）是一颗围绕太阳公转的小行星。1936年8月28日，約瑟夫·胡納茲（J. Hunaerts）在于克勒发现了此天体。
該小行星以比利時天文學家波爾·斯溫斯命名。
这颗小行星的绝对星等为232.7819247668621等。